# Рахманка
Рахманка — река в России, левый приток реки Юнки.
Река протекает по Торбеевскому району Мордовии, берёт начало около посёлка Красноармейский, течёт на север и впадает в реку Юнку около села Моховая Рахманка. Устье реки находится в 11 км по левому берегу реки Юнка. Длина реки составляет 14 км.

## Данные водного реестра
По данным государственного водного реестра России относится к Окскому бассейновому округу, водохозяйственный участок реки — Мокша от водомерного поста города Темников и до устья, без реки Цна, речной подбассейн реки — Мокша. Речной бассейн реки — Ока.
Код объекта в государственном водном реестре — 09010200412110000028548.